# Hans Heinrich Ryffel
Hans Heinrich Ryffel (* 12. Februar 1804 in Stäfa; † 4. September 1880 in Wetzikon) war ein Schweizer Unternehmer und Politiker.

## Leben
Hans Heinrich Ryffel wurde als Sohn des Hans Rudolf Ryffel, Heimarbeiter und Landwirt, und dessen Ehefrau Regula geb. Köller geboren. Bereits im Alter von acht Jahren begann er 1812 in einer Fabrik in Stäfa zu arbeiten, später war er noch im Elsass und in Basel tätig, bis er dann als Aufseher in der Spinnerei seines späteren Schwiegervaters eingestellt wurde.
Gemeinsam mit Johann Kaspar Pfenninger, Johannes Braendlin, Jakob Dändliker, Johannes Hegetschweiler, Untervogt Rudolf Rebmann und Heinrich Braendlin sowie weiteren Gründungsmitgliedern gründete er 1819 in Stäfa die Lesegesellschaft, die auch heute noch besteht.
Er war 1828 Mitbegründer der Gemeinnützigen Gesellschaft des Bezirks Hinwil und der unter ihrer Obhut stehenden Ersparnisskassa 1829, in deren Verwaltung und Leitung er bis 1878 sass. 1829 übernahm Hans Heinrich Ryffel die Fabrikleitung der Spinnerei seines Schwiegervaters Hans Felix Huber in der Zürcherstrasse 47 in Wetzikon.
Die Spinnerei ging 1830 in seinen Besitz über. Das Unternehmen entwickelte sich so gut (1839 hatte die Fabrik 2402 Spindeln), dass er seinem Bruder Conrad eine kleine Fabrik kaufte. 1840 erwarb er die Spinnerei von Hanhart und Höhn an der Zürcherstrasse 51–57. Im selben Jahr brannte am 11. März der Betrieb seines Bruders Conrad nieder. Hans Heinrich Ryffel liess daraufhin auf dem gleichen Grund ein grösseres Gebäude mit einer Säge am Bach errichten. Er verkaufte seine Spinnerei 1840 in der Zürcherstrasse 47 an Johannes Dürsteler, der darin eine Seidenzwirnerei und Färberei errichtete und sie «Schönthal» nannte. 1855 kaufte Hans Heinrich Ryffel die Mühle in Glattfelden und errichtete dort eine mechanische Spinnerei, in der bis zu 200 Personen beschäftigt wurden.
1832 war er Mitinitiant einer Sekundarschule in Wetzikon-Seegräben, die er auch finanziell förderte, sowie verschiedener Gesangsvereine, indem er beispielsweise 1850, 1861 und 1872 die Sängerfeste in Wetzikon präsidierte und die Defizite übernahm. Er war ausserdem kirchlich engagiert und unterstützte finanziell die Anschaffung eines neuen Geläutes, einer Kirchturmuhr sowie die Anlegung von zwei neuen Friedhöfen.
Ab 1836 war er Zunftgerichtspräsident des Bezirks Wetzikon-Hinwil. Von 1839 bis 1872 war er Präsident der Sekundarschulpflege. Er war von 1842 bis 1879 Mitglied im Kantonsrat (bis 1869 Grosser Rat genannt), und in dieser Zeit war er dreimal Alterspräsident. 1856 setzte er sich für die Weiterführung der Glatthalbahn von Uster durch das Aatal nach Wetzikon ein. Der Gemeinderat von Wetzikon liess sich jedoch erst zu einer finanziellen Beteiligung am Bahnbau bewegen, als Hans Heinrich Ryffel damit drohte, sein Unternehmen nach Glattfelden zu verlegen. Am 9. November 1857 fuhr der erste Eisenbahnzug in Wetzikon ein.
1828 heiratete er Johanna Magdalena Huber (* 30. Juni 1805; † 11. September 1879), die Tochter seines Arbeitgebers, des Spinnereibesitzers Hans Felix Huber aus Wetzikon. Gemeinsam hatten sie zwei Kinder:
- Juliana Friederika (* 9. November 1830), verheiratet mit dem späteren Nationalrat Hermann Stadtmann;
- Heinrich Albert (* 4. März 1833), verheiratet mit Wilhelmina Schiess von Herisau.